# PeerTube
PeerTube (pronuncia: /ˈpɪə̯.tjuːb/) è un  software libero decentralizzato e federato che utilizza la tecnologia di rete paritaria (P2P) per ridurre il carico sui singoli server. È rilasciato sotto licenza  GNU Affero General Public License. Il progetto è nato nel 2015 da un singolo programmatore. Lo sviluppo di PeerTube fu successivamente supportato da un'organizzazione non a scopo di lucro francese, la Framasoft.
L'obiettivo è fornire un'alternativa alle piattaforme centralizzate come Vimeo, YouTube o Dailymotion.

## Caratteristiche
Ogni istanza di PeerTube fornisce un sito web per sfogliare e guardare video ed è, per impostazione predefinita, indipendente dagli altri in termini di aspetto, funzionalità e regole.
Diverse istanze, con regole comuni (ad esempio consentire contenuti simili, che richiedono la registrazione) possono formare una "federazione", in cui vengono condivisi i video di tutte le istanze che vi partecipano, anche se ogni video è archiviato solo dall'istanza che lo ha pubblicato. Le federazioni sono indipendenti l'una dall'altra.
I video sono distribuiti su base peer-to-peer. Gli utenti collegati alla piattaforma fungono da punti di inoltro che inviano pezzi di video ad altri utenti.
Il sistema funziona attraverso una federazione di istanze gestite da entità indipendenti. Ogni server PeerTube può ospitare un qualsiasi numero di video da solo, e può inoltre federarsi con altri server per permettere agli utenti di guardare i loro video nella stessa interfaccia utente. Questa federazione permette di ospitare collettivamente un gran numero di video in una piattaforma unificata, senza dover costruire un'infrastruttura paragonabile a quella dei giganti del web. Ogni server è gestito e rimane sotto la sola amministrazione di un'entità distinta.
PeerTube utilizza il protocollo ActivityPub per consentire il decentramento e la compatibilità con altri servizi del Fediverso che può impedire il vendor lock-in e renderlo più resistente alla censura.